# County Wexford
Wexford (Iers: Loch Garman) is een aan de kust gelegen graafschap in het zuidoosten van Ierland, in de provincie Leinster. Het heeft een oppervlakte van 2352 km² en een inwoneraantal van 145.320 (2011).
County Wexford ontleent zijn naam aan de hoofdstad, Wexford, die door de Vikingen werd gesticht als Waesjfjord, wat "ingang in het wad" betekent in hun taal. Het hoogste punt in de county is de Leinsterberg (795m). De economie steunt vooral op de landbouw, maar er is ook veel visserij. Wexford was de plaats van een inval van de Anglo-Normans in 1169 tegen Dermot MacMurrough, Koning van Leinster.
County Wexford was ook een van de hoofdstreken waarin de rebellie van 1798 werd uitgevochten. Er waren belangrijke slagen bij Enniscorthy en Boolavogue.
Een oud dialect van het Engels, het Yola, werd totdat het in de 19e eeuw uitstierf uitsluitend in Wexford gesproken.

## Plaatsen
| Engels       | Iers                    | Inwoners |
| ------------ | ----------------------- | -------- |
| Bunclody     | Bûn Clodagh             | 2.053    |
| Castlebridge | Droichead an Chaisleáin | 1.840    |
| Ferns        | Fearna                  | 1.317    |
| Enniscorthy  | Inis Córthaidh          | 12.310   |
| Gorey        | Guaire                  | 11.517   |
| New Ross     | Ros Mhic Thriúin        | 8.610    |
| Wexford      | Loch Garman             | 21.524   |